# Manas (Fluss)
Der Manas ist ein ca. 95 km langer rechter Nebenfluss des Brahmaputra in Bhutan und im indischen Bundesstaat Assam.
Der Manas entwässert den östlichen Teil von Bhutan. Seine Zuflüsse entspringen im Himalaja, teilweise im Autonomen Gebiet Tibet und im indischen Bundesstaat Arunachal Pradesh. Der Manas entsteht im Süden von Bhutan unweit der indischen Grenze am Zusammenfluss von Drangme  Chhu und Mangde Chhu. Der Flussname leitet sich von der hinduistischen Schlangengöttin Manasa ab. Der Manas durchfließt in südlicher Richtung den in Assam gelegenen Manas-Nationalpark. Der Manas mündet schließlich 20 km nordöstlich der Stadt Goalpara in den Brahmaputra. Der Fluss hat einschließlich Quellflüssen eine Länge 376 km. Etwa 90 km des Flusslaufs liegen auf indischem Territorium. Das Einzugsgebiet umfasst 41.350 km². Das Flusswasser des Manas wird zum Teil zu Bewässerungszwecken abgeleitet.